# María Domínguez

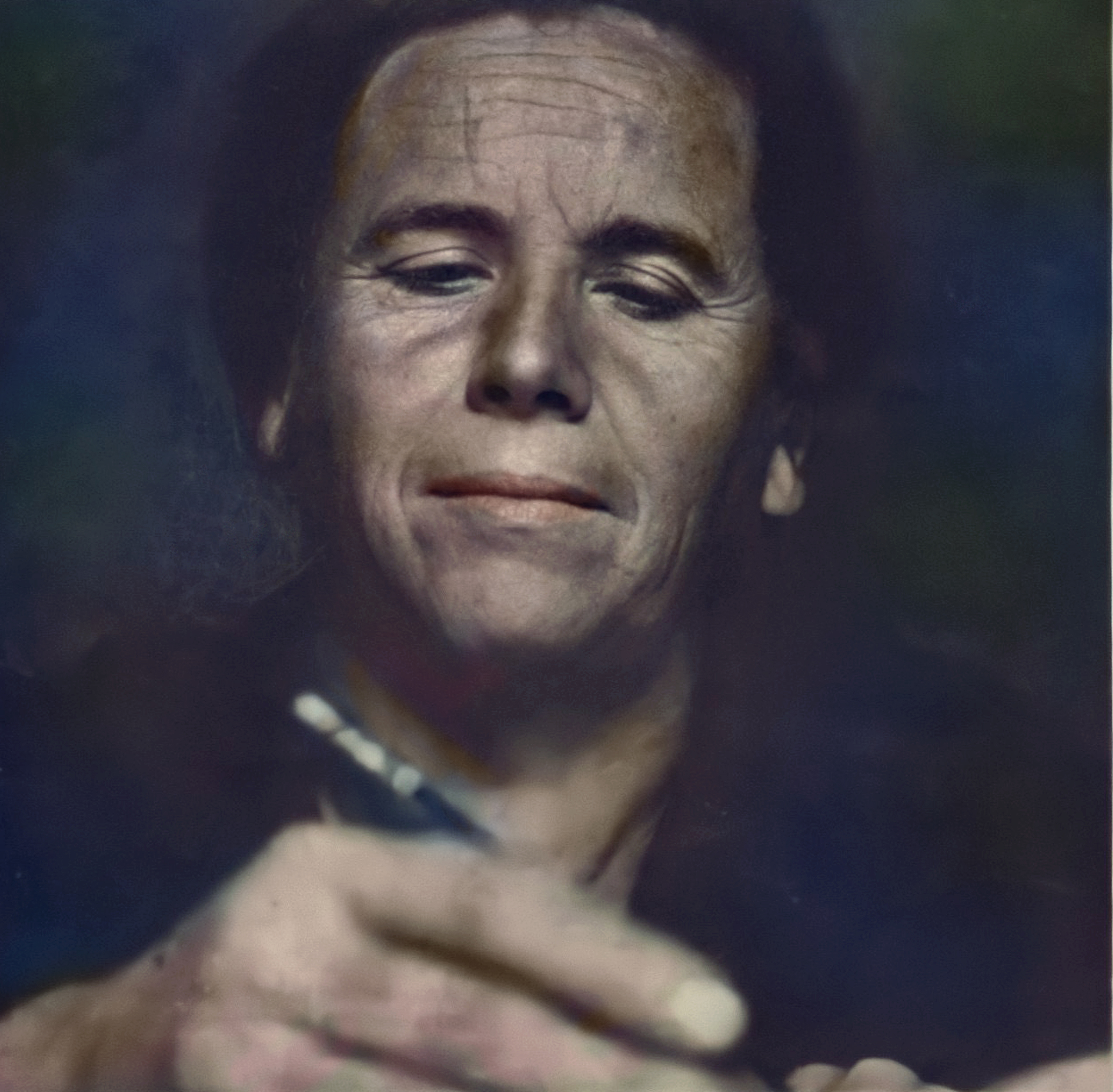
María Domínguez Remón, Fotografie in der republikanischen Zeitschrift Ahora vom 27. Oktober 1932

María Domínguez Remón (* 1. April 1882 in Pozuelo de Aragón; † 7. September 1936 in Fuendejalón) war eine spanische Journalistin und republikanische Politikerin, Sozialistin und Feministin. Im Jahr 1932 war sie die erste Bürgermeisterin der Zweiten Spanischen Republik in der Gemeinde Gallur in der Provinz Saragossa. Sie war eine Verfechterin der Bildung für alle, insbesondere für Frauen, und widmete sich nach ihrem Ausscheiden aus dem Amt der Bürgermeisterin im Jahr 1933 dem Unterricht und dem Journalismus. Sie wurde zu Beginn des Bürgerkriegs von Francos Truppen erschossen.

## Leben
Domínguez war das zweite Kind in einer Bauernfamilie. Einige Jahre lang konnte sie kaum die Schule besuchen und war daher Autodidaktin.

„Mis padres eran unos pobres jornaleros del campo que no sabían leer ni escribir. Naturalmente, a mí también, en cuanto pude, me pusieron a trabajar. Iba a espigar, a vendimiar, arrancar trigo y cebada, a recoger olivas, a lo que salía. En los ratos libres deletreaba todos los impresos que caían en mis manos, romances de ciego, libros, cuentos de la escuela y cosas así. Me gustaba mucho. A mi madre en cambio, la enfadaba.“

„Meine Eltern waren arme Landarbeiter, die weder lesen noch schreiben konnten. Natürlich haben sie mich, sobald ich konnte, zur Arbeit geschickt. Ich ging zur Nachlese, erntete Trauben, erntete Weizen und Gerste, pflückte Oliven, was immer sich bot. In meiner Freizeit las ich alle Druckerzeugnisse, die ich in die Finger bekam, Blindenromane, Bücher, Schulgeschichten und dergleichen. Es hat mir sehr gut gefallen. Meine Mutter hingegen wurde wütend“

In ihren Memoiren erinnerte sie sich auch daran, dass sie die Anweisungen ihrer Mutter befolgte, wie „Schau, Tochter, auf der Straße gehst du immer mit gesenktem Blick. Du schaust keine Männer an“, was ihr den Spitznamen „María, la tonta“ einbrachte, ein Pseudonym, mit dem sie später einige ihrer Schriften unterzeichnete. Im Alter von 18 Jahren heiratete sie auf Wunsch ihrer Familie Bonifacio Ba Cercé.
Sieben Jahre später floh sie, der Demütigungen und Misshandlungen überdrüssig, von zu Hause nach Barcelona, wo sie als Dienstmädchen arbeitete. Im Jahr 1907 wurde sie von ihrem Ehemann zur Fahndung und Ingewahrsamnahme angezeigt und von der Polizei verfolgt, aber nicht verhaftet. Sie kehrte nach Pozuelo de Aragón zurück und kaufte mit den Ersparnissen, die sie zusammenkratzen konnte, eine Strumpfmaschine, mit der sie ihren Lebensunterhalt verdienen konnte.
Sie begann zu schreiben und schickte einen ersten Artikel an die Madrider Zeitung El País, der veröffentlicht wurde. Sie begann ein Lehramtsstudium, bestand aber 1914 die Prüfung nicht. Sie ließ sich in Saragossa nieder und schrieb sich für die Abendkurse an der Escuela de Artes y Oficios ein, während sie zu Hause mit der Maschine Strümpfe nähte.
Schon bald schrieb sie regelmäßig für die republikanische Wochenzeitung Ideal de Aragón, das Sprachrohr der kürzlich gegründeten Partido Republicano Autónomo Aragonés, wo sie unter den Pseudonymen „Imperia“ und „Almina“ Artikel gegen den Krieg und die Todesstrafe verfasste. 1917 arbeitete sie einige Monate lang als Lehrerin ohne Abschluss in einer Schule im Weiler Mendiola im navarrischen Baztan-Tal, musste diese Tätigkeit jedoch aus gesundheitlichen Gründen aufgeben. Sie hatte jedoch Zeit, die Prüfungen für die Pädagogische Hochschule (Escuela de Magisterio) in Pamplona abzulegen, die sie dieses Mal bestand. In der Grippeepidemie von 1918 war sie schwer erkrankt und über ein Jahr lang bettlägerig.
1922 wurde sie Witwe, und zwei Jahre später, im Alter von 44 Jahren, heiratete sie in der Kirche San Gil in Saragossa Arturo Segundo Romanos, einen verwitweten Schafscherer mit sozialistischen Ansichten. Sie ließen sich im Nachbardorf Gallur nieder und gründeten gemeinsam die örtliche Sektion der Unión General de Trabajadores (UGT).
Domínguez schrieb unter ihrem eigenen Namen in der sozialistischen Wochenzeitung Vida Nueva, deren erste Ausgabe im Mai 1930 erschien, und in der Zeitschrift Avance de Tolosa. In ihren Beiträgen setzte sie sich für die Emanzipation der Benachteiligten, insbesondere der Frauen, ein: „Wir sind Mütter, Schwestern und Gefährtinnen der Ausgebeuteten; helfen wir ihnen, sich zu befreien, was unsere Befreiung ist“ schrieb sie in einem Artikel, der in der Vida Socialista am 25. Mai 1930 unter dem Titel „Wach auf, Frau!“ erschien. Ab April 1931 leistete sie intensiv feministische, sozialistische und republikanische Propagandaarbeit. Sie verteidigte in ihren Beiträgen die Republik gegen die alte Politik, bekämpfte die „Feinde der Demokratie“, proklamierte die aktive Rolle der Frau und prangerte die Ungerechtigkeiten um sie herum an.

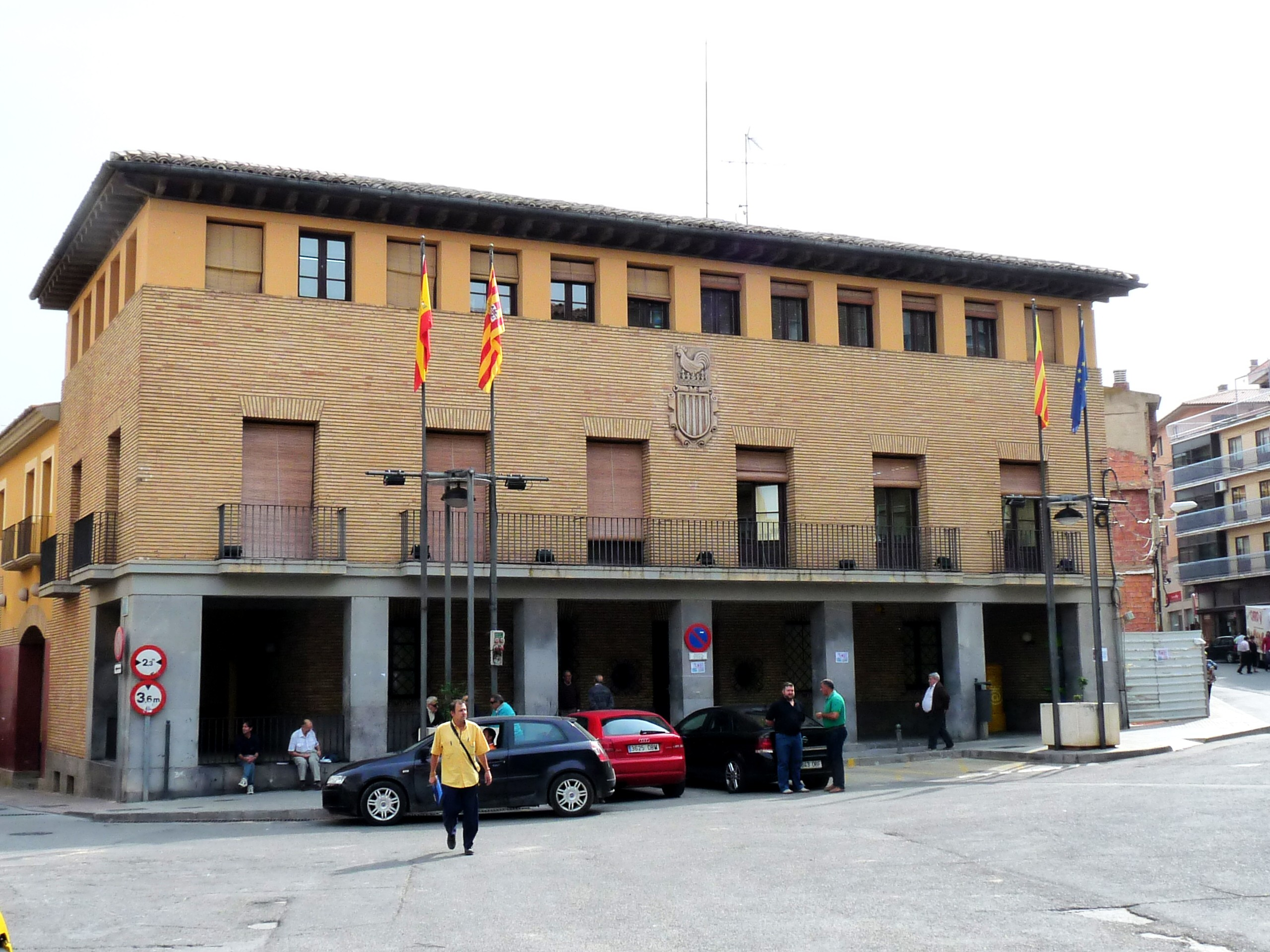
Stadtverwaltung in Gallur

Als im Sommer 1932 die mehrheitlich sozialistische Gemeinde Gallur in eine tiefe Krise geriet, ernannte der Zivilgouverneur der Provinz Domínguez zur Vorsitzenden eines Verwaltungsausschusses und machte sie damit zur ersten Frau an der Spitze eines Bürgermeisteramtes in der Zweiten Republik. Sie hatte das Amt vom 29. Juli 1932 bis zum 6. Februar 1933 inne.
Während ihrer Amtszeit brachte sie das Arbeitsrecht der Republik in Anwendung, schuf ländliche Arbeitsvermittlungsstellen, um die Arbeitslosigkeit zu verringern, richtete eine Einheitsschule für Jungen und Mädchen ein, ließ die Schulen neu tünchen, gewährte über die Lehrer Zuschüsse zur Einstellung von Reinigungskräften, damit die Kinder nicht putzen mussten, und subventionierte die Anschaffung von Kohle, damit die Kinder diese nicht von zu Hause mitbringen mussten.
Sie nahm 1932 am 17. Kongress der UGT teil, bei dem sie Sekretärin der 10. Session war. Am 6. Februar 1933 musste sie aufgrund eines vom Kongress verabschiedeten Gesetzes, das die übergangsweise eingerichteten Verwaltungskommissionen ablöste, von ihrem Amt zurücktreten. Sie verließ die Stadt zufrieden mit ihrer Arbeit, aber desillusioniert und müde von so viel Kritik an ihren Bemühungen für die Gemeinde.
Nach ihrem Ausscheiden aus dem Bürgermeisteramt widmete sie sich wieder der Lehrtätigkeit und ihren journalistischen Beiträgen. Ihre Texte waren kämpferisch und prägnant, voller Ironie, Intelligenz und einer eigenen Sicht auf die Welt. Einige ihrer Artikel wurden mit dem Pseudonym „María, la tonta“ unterzeichnet. Die Werte, für die sie eintrat, waren: Gleichberechtigung der Frau, Gedankenfreiheit, allgemeines Wahlrecht, Frauenwahlrecht, Kampf gegen Unterdrückung, Befreiung von kulturellen und religiösen Vorurteilen, Bildung, Kultur als Motor des Wandels, Selbstvervollkommnung, Mut, Liebe, die nicht aufgezwungen, sondern frei gewählt wird, und die Umsetzung von Idealen in konkrete Handlungen.
1934 veröffentlichte der progressive Madrider Editorial Castro das Buch Opiniones de mujeres, das vier ihrer Vorträge enthält: Feminismo, La mujer en el pasado, en el presente y en el porvenir, El socialismo y la mujer und Costa y la República, in denen sie das Scheidungsrecht und die Gleichberechtigung verteidigt. Ergänzt wird der Band durch ein Vorwort und einen Vortrag der Rechtsanwältin und Journalistin Hildegart Rodríguez.
Als der Militär-Putsch am 18. Juli 1936 begann, suchte sie Zuflucht im Haus ihrer Schwester in Pozuelo de Aragón. Dort wurde sie einige Tage später verhaftet und am 7. September 1936 an der Friedhofsmauer von Fuendejalón, einem Dorf in der Nähe ihres Heimatortes, von Francos Seite erschossen. Ihr Ehemann, Arturo Romanos, wurde kurz darauf in der Ortschaft Tabuenca erschossen.

## Nachleben
Jahrzehntelang geriet Domínguez in Vergessenheit, bis sie Mitte der 1990er Jahre wiederentdeckt wurde. Im Jahr 1995 präsentierten die Historikerinnen Pilar Maluenda und Julita Cifuentes auf dem internationalen Kongress „Schreiben und Feminismus“ einen Vortrag über María Domínguez, und 1997 wurde sie in die Gran Enciclopedia Aragonesa aufgenommen. 1998 veröffentlichte Lola Campos in der Zeitung El Heraldo de Aragón eine Reihe von Artikeln, die auf einem Bericht dieser Zeitung vom 27. Oktober 1932 über „die erste Bürgermeisterin Spaniens“ basierten. 1999 verlieh ihr die Diputación Provincial de Zaragoza (DPZ) posthum die Medalla de Santa Isabel.

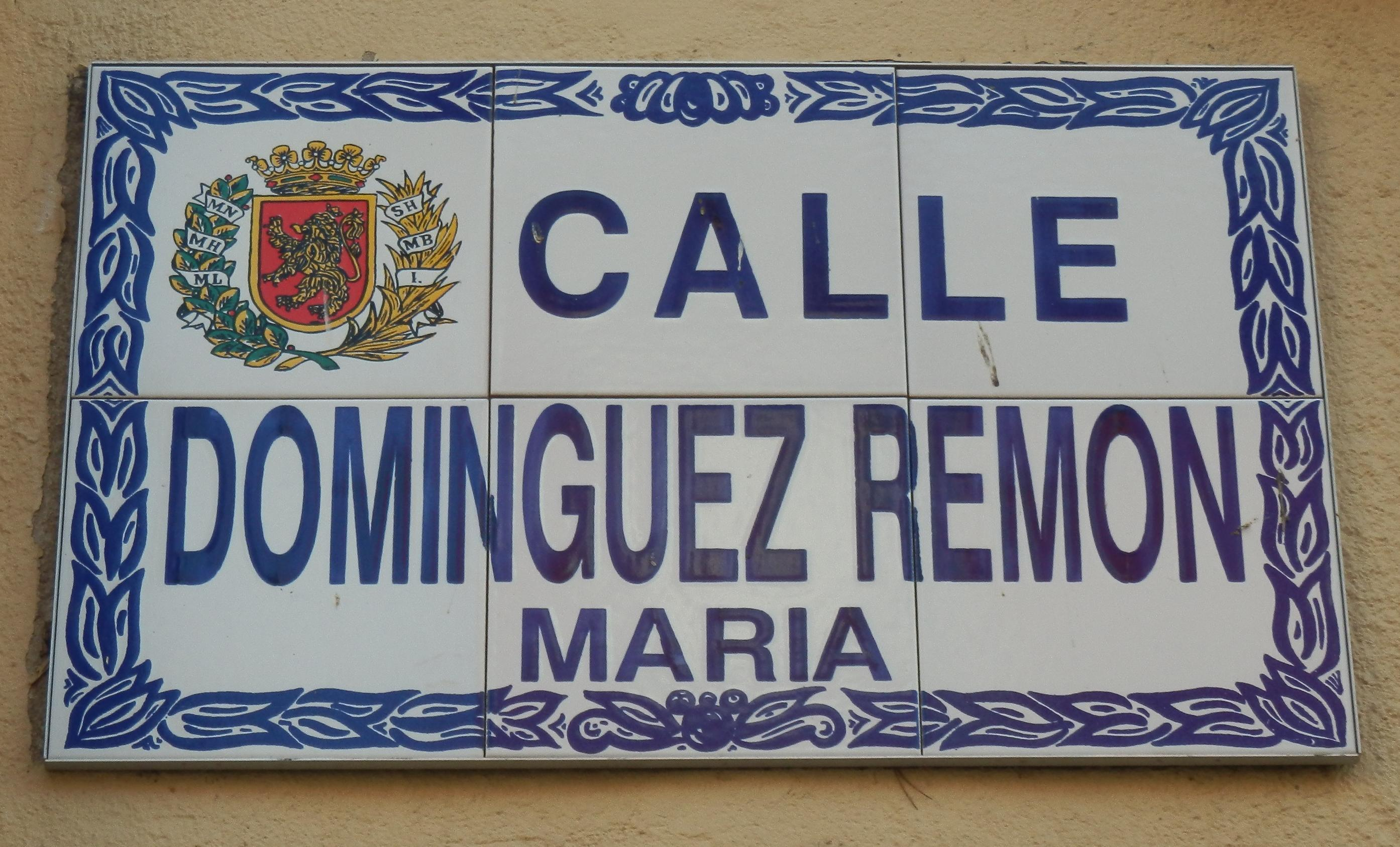
Straßenschild der Calle de Domínguez Remón, María in Saragossa

Die Stadtverwaltung von Zaragoza widmete ihr eine Straße im Stadtteil Picarral, die zuvor dem franquistischen General José Monasterio Ituarte gewidmet war. In Gallur tragen die städtische Schule und eine weitere Straße ihren Namen. Die PSOE hat die Stiftung Fundación María Domínguez de Zaragoza ihr gewidmet. In Gallur gibt es die Asociación de Mujeres María Domínguez, die sich der kommunalen Gemeinschafts- und Frauenarbeit widmet.
2015 drehte die Regisseurin Vicky Calavia den Dokumentarfilm „María Domínguez. La palabra libre“.
Domínguez’ sterbliche Überreste wurden am 30. Januar 2021 aus dem Grab geborgen, in dem sie begraben worden waren. Die Stadtverwaltung von Fuendejalón und verschiedene Vereinigungen gegen das Vergessen der Verbrechen dieser Zeit hatten sich darum bemüht. Die Regierung von Aragón kümmerte sich um die genaue Identifizierung der gefundenen Überreste. Am 2. März wurde durch eine DNA-Analyse bestätigt, dass es sich bei den gefundenen Überresten um die von María Domínguez handelt. Sie hatte einen Schuss in den Kopf erhalten. Bei den Überresten wurden ein Kamm, vier Haarnadeln, zwei Knöpfe und die Überreste eines Paars Sandalen gefunden.
Am 19. Juni 2021 erhielt sie von ihrer Heimatstadt Pozuelo de Aragón den Ehrentitel der Hija predilecta.